# Сульфондііміни
Сульфондііміни (англ. sulfonediimines) — хімічні сполуки зі структурою RS(=NR)2R, формально утвореної з сульфонів заміною (=O)2 на (=NR)2. Пр., дифенілсульфондіімін Ph2S(=NH)2.